# Lindbergocapsus ainsliei
Lindbergocapsus ainsliei är en insektsart som först beskrevs av Knight 1928.  Lindbergocapsus ainsliei ingår i släktet Lindbergocapsus och familjen ängsskinnbaggar. Inga underarter finns listade i Catalogue of Life.